# Kommersant
Kommersant (Russisk: Коммерса́нтъ; "Forretningsmanden") er en russisk erhvervsorienteret avis. Avisen havde i 2007 et oplag på ca. 115.000.
Kommersant kom første gang på gaden i 1909, men blev i 1919 lukket ned af bolsjevikkerne efter de havde sejret i Oktoberrevolutionen og begyndte at indføre censur. 69 år senere, i 1989, genåbnede Kommersant med forretningsmanden og publicisten Vladimir Jakovlev som ejer. Først som ugentlig avis, og siden 1992 som daglig . I det post-sovjetiske Rusland har avisen opnået bred anseelse som at være en seriøs og kritisk kilde til information.
Som symbol på at avisen havde overlevet det sovjetiske regime staves Kommersant på russisk ("Коммерса́нтъ") med et afsluttende "ъ" – som havde været afskaffet under Sovjetunionen efter en række stavereformer. Det er yderligere understreget i Kommersants logo hvor "ъ"-et står ud ved at have en anden typografi end resten af bogstaverne i logoet.
Kommersant udgives af Forlagshuset Kommersant, som også udgiver et politisk ugemagasin Kommersant-Vlast ("Kommersant-Magt") og et ugentligt finansmagasin "Kommersant-Dengi" ("Kommersant-Penge") såvel som underholdsbladene Domovoi og Avtopilot, og teenagermagasinet Molotok.
I 1999 blev forlagshuset købt af den britisk baserede oligark Boris Berezovski, som i starten af 2006 videresolgte det til hans gamle ven og forretningspartner Badri Patarkatsishvili, og i august 2006 solgte Patarkatsishvili huset videre til Alisher Usmanov som af nogle anses for at have tætte forbindelser til Kreml.